# Bartolomeo Columbus
Bartolomeo Columbus (genovesisk: Bertomê Corombo, spansk: Bartolomé Colón, italiensk: Bartolomeo Colombo) (født ca. 1461, død 1515) var en genovesisk opdagelsesrejsende og yngre bror til Christoffer Columbus.
Bartolomeo Columbus blev af Christoffer Columbus instrueret om at opføre en ny hovedstad på Hispaniola. I august 1497 grundlagde Bartolomeo Santo Domingo på sydkysten af det, der i dag er Den Dominikanske Republik.